# Mạt đại hoàng tôn
Mạt đại hoàng tôn (末代皇孫, tiếng Anh: The Imperial Wanderers) là một loạt phim truyền hình gồm 55 tập do hãng Đài Thị, Đài Loan sản xuất và được phát sóng lần đầu năm 1992. Lấy bối cảnh Trung Quốc đầu thế kỷ 20 khi Nhà Thanh sụp đổ, bộ phim nói về chuyện tình của Đoan Khang (Hoàng Nhật Hoa) và Như Ý (Châu Hải My), hai người xuất thân từ tầng lớp quý tộc Mãn Châu. Mạt đại hoàng tôn sau khi công chiếu đã nhận được phản ứng tích cực của người xem truyền hình châu Á.

## Nhân vật
- Hoàng Nhật Hoa vào vai Phú Trang Đoan Khang
- Châu Hải My vào vai Nạp Lan Như Ý
- La Huệ Quyên vào vai Chiêu Nguyên Bảo
- Tạ Tổ Vũ vào vai Trương Lỗi
- Từ Thiếu Cường vào vai Diêu Thế Xương

## Nội dung
Vào những năm cuối cùng của triều nhà Thanh, Đoan Khang và Như Ý, con cái của hai gia đình đại quý tộc gốc Mãn Châu, đem lòng yêu thương nhau nhưng mối tình của họ bị gia đình Đoan Khang phản đối kịch liệt. Cùng lúc đó Cách mạng Tân Hợi nổ ra, gia đình của Như Ý và Đoan Khang đều rơi vào cảnh mất hết quyền lực và tài sản, Đoan Khang và Như Ý đều phải vất vả kiếm sống đồng thời che giấu nguồn gốc quý tộc của mình. Trong cảnh hoạn nạn, Như Ý được Thế Xương giúp đỡ, sau đó cô quyết định lấy anh để trả ơn vì nghĩ rằng Đoan Khang đã chết. Một thời gian sau hai người gặp lại nhau, tình xưa được nối lại nhưng Thế Xương tìm mọi cách để ngăn cản vợ mình đến với người khác. Kết quả là Như Ý quyết định bỏ đi, trong lúc ấy Đoan Khang luôn nhận được sự động viên của Tiểu Bảo và quyết định xin cưới cô làm vợ. Đúng lúc họ chuẩn bị đám cưới thì Đoan Khang một lần nữa gặp lại Như Ý, lúc này là một diễn viên trong đoàn ca xướng.